# أحمد موصللي
أحمد مُوصَلْلِّي مواليد بيروت عام 1956. توفي في 20 أكتوبر 2021.

## حياته ونشأته
أستاذ العلوم السياسيّة في الجامعة الأمريكية في بيروت، صدرت له عن مركز دراسات الوحدة العربية موسوعة الحركات الإسلامية في الوطن العربي وإيران وتركيا (2004) وله غيرها مؤلّفات عديدة.

## مؤلفاته
| الاسم                                                                            | دار النشر                                  | تاريخ النشر | عدد الصفحات | ردمك ISBN              | المصدر            |
| -------------------------------------------------------------------------------- | ------------------------------------------ | ----------- | ----------- | ---------------------- | ----------------- |
| جذور أزمة المثقف في الوطن العربي                                                 | دار الفكر المعاصر                          | 2002        | 232         |                        | [ 4 ] [ 5 ] [ 6 ] |
| تاريخ النظريات الفقهية في الإسلام؛ مقدمة في أصول الفقه السني                     | دار المدار الإسلامي                        | 2018        | 382         | (ردمك 9959292312)      | [ 7 ] [ 8 ]       |
| حقيقة الصراع: الغرب والولايات المتحدة والإسلام السياسي                           | مؤسسة عالم ألف ليلة ليلة                   | 2003        | 213         |                        | [ 9 ] [ 10 ]      |
| قراءة نظرية تأسيسية في الخطاب الاسلامي الاصولي (نظريات المعرفة والدولة والمجتمع) | الناشر للطباعة والنشر والتوزيع             | 1993        | 176         |                        | [ 11 ] [ 12 ]     |
| جدليات الشورى والديمقراطية ؛ الديمقراطية وحقوق الإنسان في الفكر الإسلامي         | مركز دراسات الوحدة العربية                 | 2007        | 199         | (ردمك 139789953821160) | [ 13 ] [ 14 ]     |
| سياسة أمريكا الخارجية والسياسيات الإسلامية                                       | دار الثقافة للنشر والتوزيع                 | 2006        | 388         |                        | [ 15 ] [ 16 ]     |
| موسوعة الحركات الإسلامية في الوطن العربي وإيران وتركيا                           | مركز دراسات الوحدة العربية                 | 2004        | 491         | (ردمك 9953431965)      | [ 17 ] [ 18 ]     |
| 1234                                                                             | منشورات المتوسط                            | 2018        | 815         | (ردمك 9788885771727)   | [ 19 ]            |
| الاجنحة العملاقة                                                                 | مكتبة الرواد                               | 2018        | 32          | (ردمك 9789933598013)   | [ 20 ]            |
| الأصولية الإسلامية والنظام العالمي                                               | مركز الدراسات الإستراتيجية للبحوث والتوثيق | 1992        | 120         |                        | [ 21 ]            |
| الولايات المتحدة الأميركية ومصر مقالة في سياسة التسعينات                         | مركز الدراسات الإستراتيجية للبحوث والتوثيق | 1992        | 108         |                        | [ 22 ]            |
| إسقاط الشخصية في اختبار تفهم الموضوع                                             | دار النهضة العربية للطباعة والنشر والتوزيع | 1989        | 143         |                        | [ 23 ]            |
| الفيزياء العملية                                                                 | دار الملايين                               | 2018        | 96          |                        | [ 24 ]            |
| عملي الفيزياء                                                                    | جامعة دمشق                                 | 2016        | 164         |                        | [ 25 ]            |

## وفاة
توفى الدكتور أحمد موصللي في 20 أكتوبر 2021.